# Orbiso
Orbiso es un concejo del municipio español de Campezo, en la provincia de Álava, comunidad autónoma del País Vasco.

## Historia
Hacia mediados del siglo XIX, el lugar, por entonces con ayuntamiento propio, tenía contabilizada una población de 370 habitantes. Aparece descrito en el duodécimo volumen del Diccionario geográfico-estadístico-histórico de España y sus posesiones de Ultramar de Pascual Madoz con las siguientes palabras:

ORBISO: v. con ayunt. en la prov. de Alava (á Vitoria 7 leg.), part. jud. de Laguardia (6), aud. terr. de Búrgos (26), c. g. de las Provincias Vascongadas, dióc. de Calahorra (14). sit. en una hermosa llanura: clima benigno; reinan los vientos N. y SE. y se padecen pulmonias: tiene 62 casas, inclusa la municipal, cárcel, escuela de primera educacion para ambos sexos, frecuentada por 76 ú 80 alumnos y dotada con 34 fan. de trigo; igl. aparr. dedicada á San Andrés Apóstol, y servida por 4 beneficiados; 2 ermitas con las advocaciones del Santo Cristo y Sta. Lucía, y para uso de los hab. 2 fuentes de muy buenas aguas. El térm. confina N. Alda y Contrasta; E. Zúñiga (Navarra); S. Sta. Cruz de Campezo, y O. Antoñana, y comprende dentro de su circunferencia algunos trozos de monte poblado de árboles, no obstante el huracan de 1844 que arrancó mas de 400 pies. El terreno es de buena calidad. caminos: los que conducen de pueblo á pueblo: el correo se recibe de Logroño por balijero todos los viernes. prod.: trigo, centeno, maiz, habas, alubias, garbanzos y lentejas; cria de ganado vacuno, mular, lanar, cabrío y de cerda; caza de palomas, perdices, codornices, liebres, jabalíes y lobos. pobl.: 48 vec., 370 alm. riqueza y contr. (V. Alava, intendencia).
(Madoz, 1849, p. 294)

En la actualidad, pertenece al municipio de Campezo. En 2022, tenía empadronados setenta habitantes.

## Geografía humana

### Demografía
| Gráfica de evolución demográfica de Orbiso entre 1842 y 1960 |
| |
| Población de derecho según los censos de población del INE Población de hecho según los censos de población del INEEntre el censo de 1970 y el anterior, este municipio desaparece porque se agrupa en el municipio 01017 (Campezo) |

| Gráfica de evolución demográfica de Orbiso entre 2000 y 2017 |
|                                                              |
| Población de derecho según los censos de población del INE.  |

## Cultura

### Patrimonio material

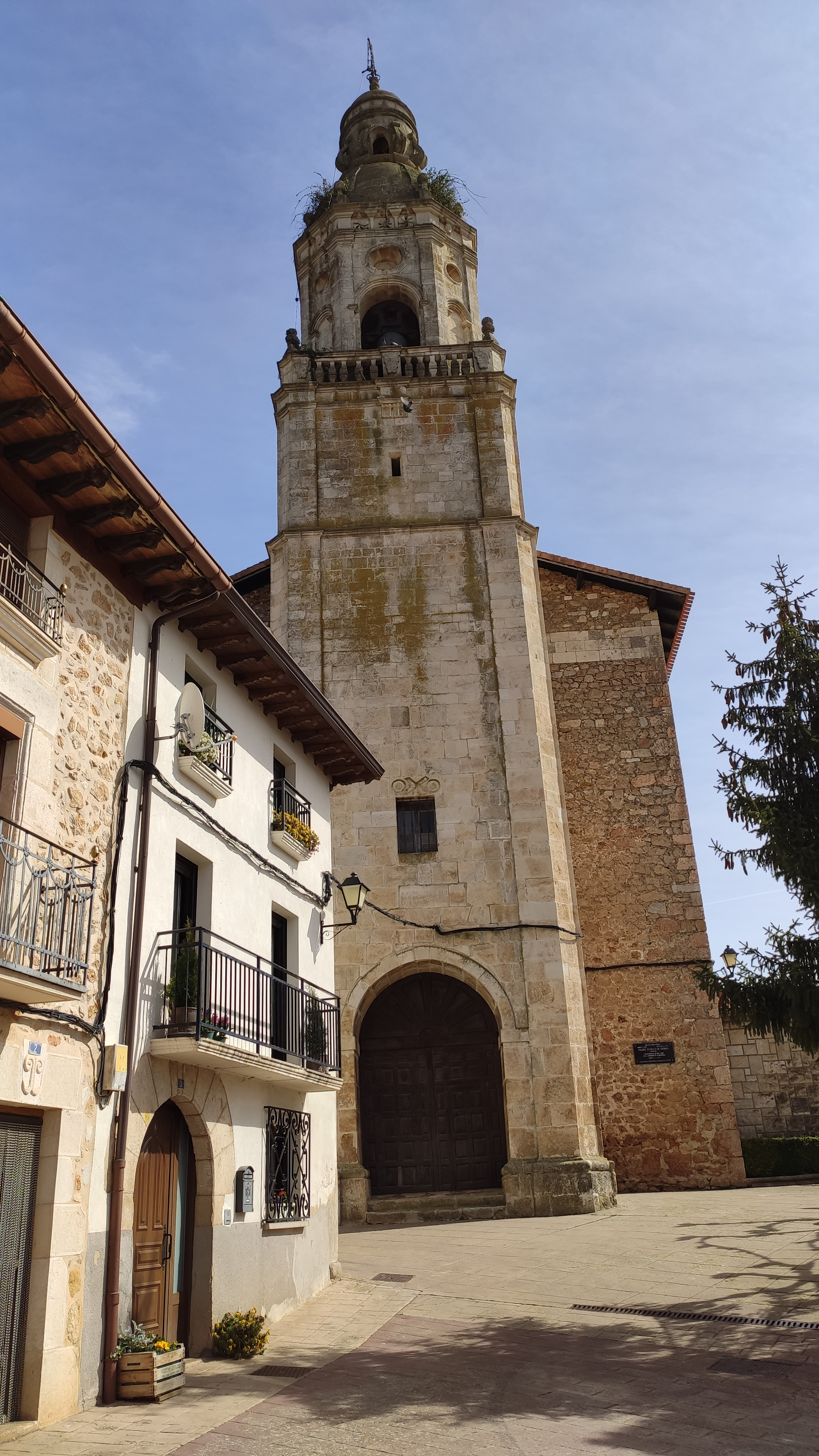
Vista de la iglesia de San Andrés

- Iglesia de San Andrés. De planta rectangular y con ábside semiexagonal, data del siglo XVI y cuenta con dos portadas renacentistas de arco rebajado. Su nave de tres tramos presenta bóvedas de terceletes y rombos, con claves decoradas con santos y ángeles. El retablo mayor barroco-rococó del siglo XVIII, destaca por la imagen central de San Andrés y relieves de la Pasión de Cristo. Los retablos laterales del siglo XVII están dedicados a la Virgen del Rosario y Santiago. El templo tiene también un coro renacentista de arco rebajado y una torre del siglo XVIII, con cuerpo de campanas octogonal, cúpula ovoide y rica decoración.[6]

- Ermita de Santa Lucía (Orbiso).[1]